# Thomas Leseur
Thomas Leseur o Le Seur (Rethel, 1703 – Roma, 1770) è stato un matematico e fisico francese.

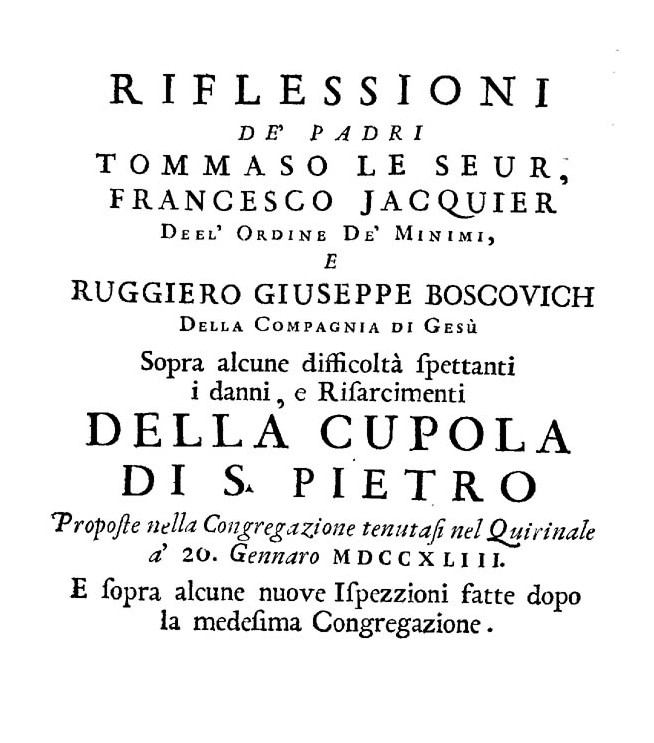
Riflessioni sopra alcune difficoltà spettanti i danni e risarcimenti della cupola di S. Pietro, 1743

Insegnò al collegio della Sapienza di Roma, ove incontrò il francescano François Jacquier, con cui scrisse le opere Isaaci Newtoni philosophiæ naturalis principia mathematica, perpetuis commentariis illustrata, Parere e riflessioni sopra i danni della cupola di San Pietro e soprattutto Elémens du calcul intégral, opera molto stimata all'epoca, considerata la più completa sul calcolo integrale.

## Opere
- Thomas Le Seur, Riflessioni sopra alcune difficoltà spettanti i danni e risarcimenti della cupola di S. Pietro, 1743.
- Thomas Le Seur, François Jacquier, Ruggiero Giuseppe Boscovich, Parere di tre matematici sopra i danni, che si sono trovati nella cupola di S. Pietro sul fine dell'anno 1742, 1742.